# Thomas Ewing
Ne doit pas être confondu avec Thomas Ewing (homme politique australien).
Thomas Ewing, Sr. (28 décembre 1789 - 26 octobre 1871) est un homme politique américain, membre du parti national-républicain et du parti whig de l'Ohio. Il représente l'Ohio au Sénat des États-Unis. Ewing est aussi secrétaire au Trésor et secrétaire à l'Intérieur. Il est également connu comme le père adoptif (et par la suite le beau-père) du célèbre général de la guerre de Sécession William Tecumseh Sherman.
Né à West Liberty, dans le comté d'Ohio, en Virginie (actuellement Virginie-Occidentale). Après avoir étudié à l'Université de l'Ohio, Ewing commença la pratique de la loi à Lancaster en 1816.

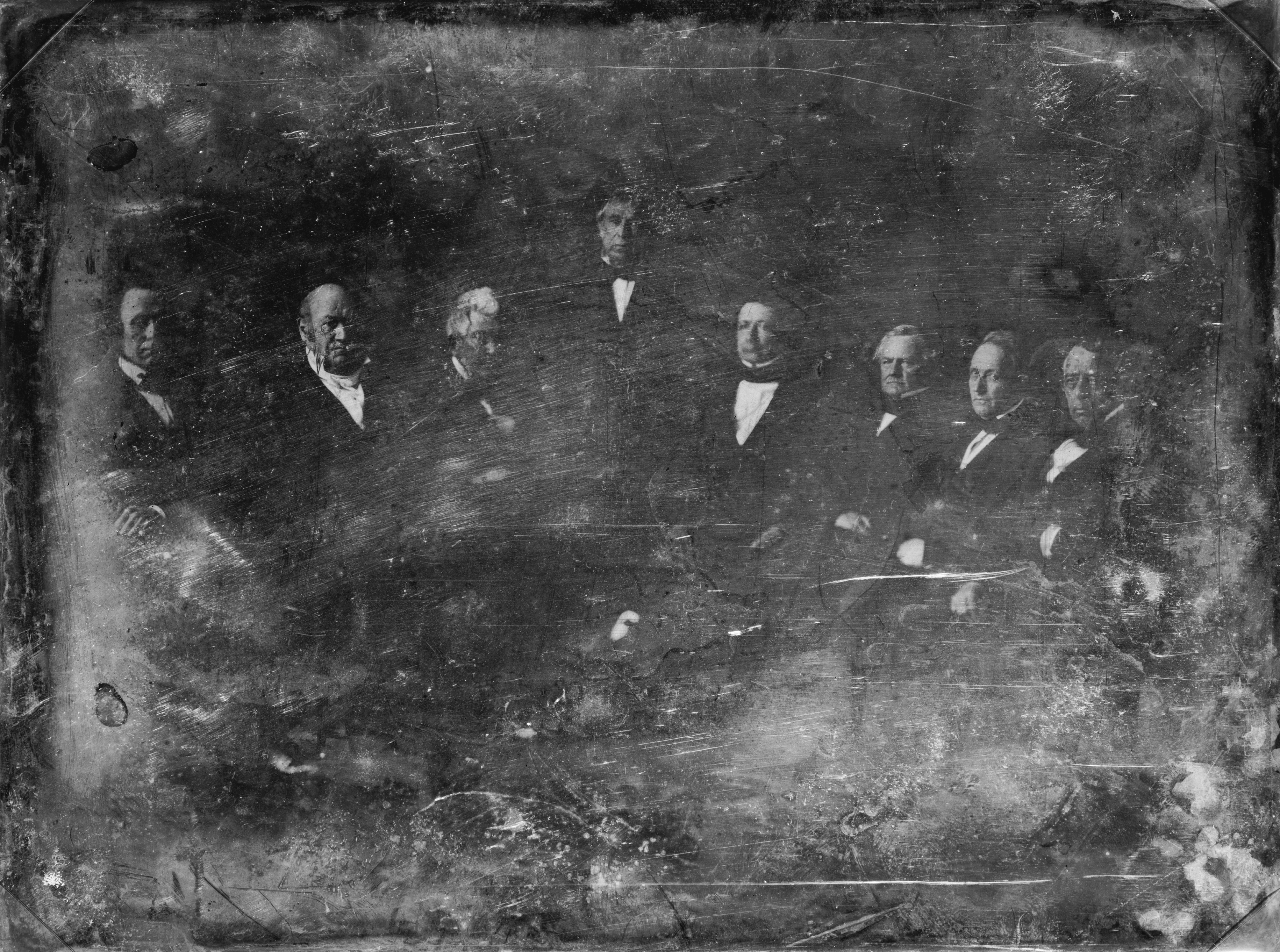
L'administration de Zachary Taylor, daguerréotype de 1849 par Mathew Brady
De gauche à droite : William B. Preston, Thomas Ewing, John Middleton Clayton, Zachary Taylor, William Morris Meredith, George Walker Crawfor, Jacob Collamer et Reverdy Johnson.